# Porto de Santa Maria

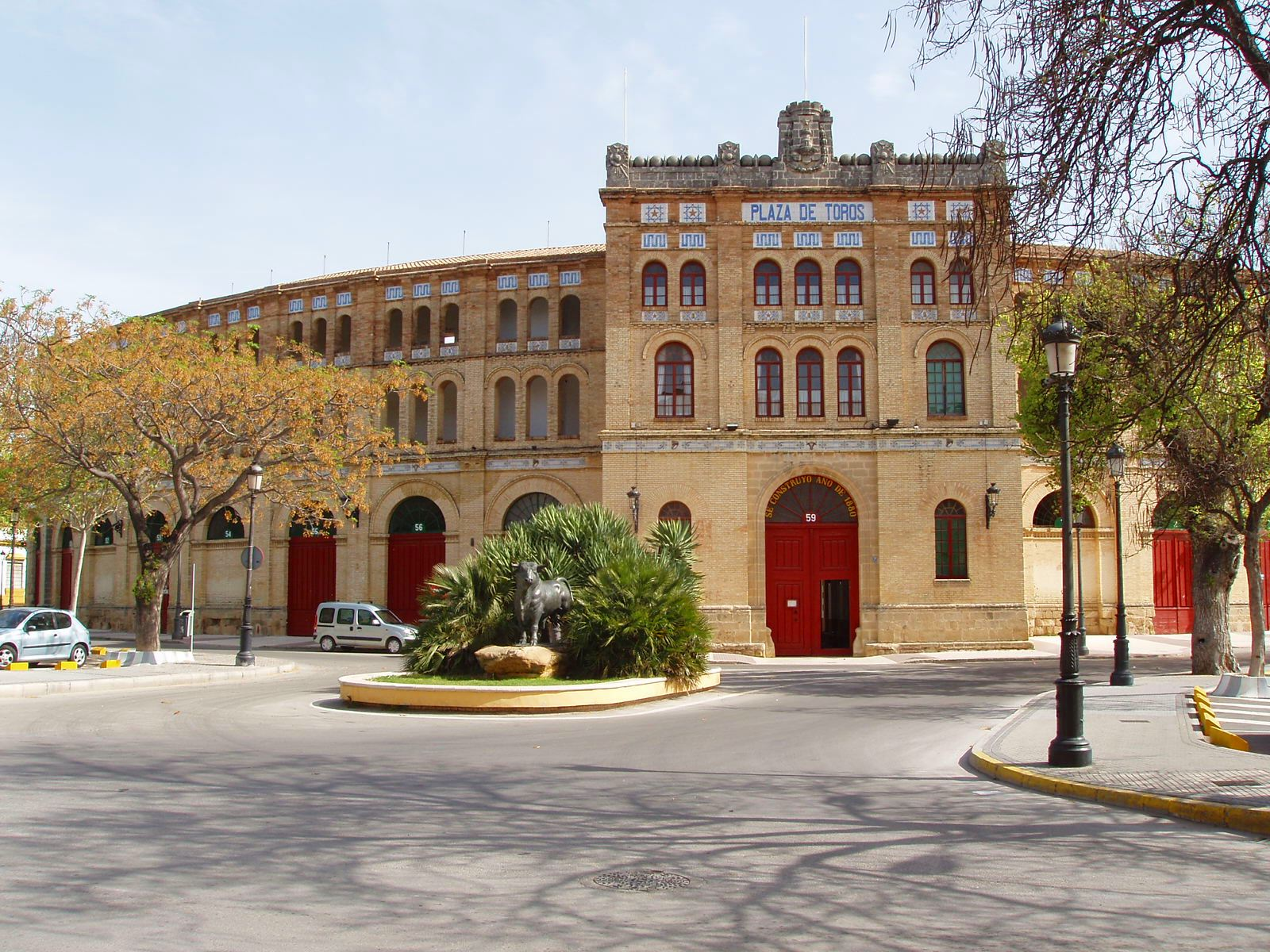
Praça de Touros do Porto de Santa Maria

Porto de Santa Maria (em castelhano: El Puerto de Santa María) é uma cidade na província de Cádis, Andaluzia. Sua população, em  2015, era de 88.335 habitantes.

## História
A cidade  teria sido fundada pelos tartessos. Mas, segundo Homero narra na Odisseia, após a guerra de Troia, um chefe militar grego, Menesteu, escapou com suas tropas pelo estreito de Gibraltar e chegou ao rio Guadalete. Estabeleceu-se no local, que ficou conhecido como Porto Menesteu. Nas proximidades, havia o oráculo de Menesteu, ao qual os habitantes de Gades ofereciam sacrifícios.

## Monumentos
- Praça de touros
- Igreja Maior
- Monastério da Victoria
- Fonte das Galeras